# Rafael Ortega (Rafael Ortega Blanca)
Rafael Ortega Blancas plus connu sous le nom de Rafael Ortega, né le 10 mars 1970 à Apizaco, (Mexique, État de Tlaxcala), est un matador mexicain .

## Présentation et carrière
Issu d'une dynastie de matadors , il reste novillero jusqu'à l'âge de dix sept ans où il fait une première présentation remarquée le 4 octobre 1987 dans les arènes de Mexico pour une novillada piquée. Il prend son alternative trois ans plus tard dans les arènes de Puebla (Mexique, État de Puebla), avec pour parrain, Manolo Arruza et pour  témoin David Silveti  devant du bétail de la ganadería Reyes Huerta.
Il confirme  son alternative le 23 septembre 1993 à Mexico avec pour parrain  « El Geno » (Alberto Galindo), et pour témoin, José Luis Herros. Il connaît un certain succès dans son pays avant de venir confirmer son alternative le 24 juin 2001 à Madrid avec pour parrain Leonardo Benítez, et pour témoin Ruiz Manuel  devant du bétail de l'élevage Los Derramaderos.
Plus connu au Mexique où il triomphe  qu'en Europe, il est le  parrain de Sébastien Castella pour la confirmation d'alternative du torero français à Mexico le 18 février 2001 et le témoin de confirmation d'alternative de Paco Ojeda à Mexico le 3 février 2002, en compagnie de Enrique Ponce.
En 2013, il a fait  « six contre un » à  Puebla, au Mexique en affrontant six taureaux de six élevages différents (ganaderías de Reyes Huerta, José María Arturo Huerta, Boquilla del Carmen, Montecristo, La Venta del Refugio et El Grullo  )